# 儲楓
儲楓（英語：Frances Foong Chu Yao）是一名華裔美國數學家和理論計算機科學家，現任清華大學交叉資訊科學研究院講座教授。她曾任香港城市大學電腦科學系主任和講座教授，現為該校榮譽教授。

## 生平
1969年獲得國立臺灣大學數學學士學位後，儲楓在麻省理工學院師從邁克爾·J·費歇爾，並於1973年獲得博士學位。隨後，她在伊利諾大學厄巴納-香檳分校、布朗大學和史丹佛大學任職，1979年加入帕羅奧多研究中心，直至1999年退休。
2003年，她退休後成為香港城市大學電腦科學系主任和講座教授，直至2011年6月。 她是美國科學促進會會士；1991年，她與葛立恆的論述文章《計算幾何的旋風之旅》（A Whirlwind Tour of Computational Geometry）榮獲美國數學協會頒發的萊斯特·R·福特獎。
儲楓的丈夫姚期智也是著名的理論計算機科學家和圖靈獎得主。
儲楓的主要研究領域是計算幾何和組合演算法。她因與邁克·帕特森合作研究二叉空間分割、與丹·格林（Dan Greene）合作研究有限分辨率計算幾何，以及與艾倫·德莫斯（Alan Demers）和斯科特·申克合作研究高能效電源管理的排程演算法而知名。
最近，她開始從事密碼學研究。她與丈夫姚期智和王小雲一起發現對SHA-1加密雜湊函數的新攻擊。

## 外部連結
- 儲楓在中的页面